# San Proper
San Proper est un compositeur néerlandais de musique électronique house et disco, résidant à Amsterdam. Ses productions sont notamment sorties sur les labels Perlon, Dekmantel et Rush Hour. Il a été soutenu à ses débuts par des artistes comme Ricardo Villalobos et Laurent Garnier.